# Giuseppe Romele (politico)
Giuseppe Romele (Pisogne, 18 marzo 1951) è un politico italiano.

## Biografia
Fin dalla giovane età fa parte della Democrazia Cristiana, con cui viene eletto consigliere comunale a Pisogne nel 1985 e nel 1990.
Dopo lo scioglimento della DC aderisce a Forza Italia, con cui viene eletto in consiglio regionale della Lombardia nel 1995 nel collegio di Brescia, termina il mandato nel 2000. Alle elezioni politiche del 2001 è il candidato della Casa delle Libertà nel collegio uninominale della Camera di Brescia-Roncadelle, venendo eletto con il 49%. Nel 2004 diventa anche consigliere provinciale a Brescia. Conferma il seggio parlamentare con Forza Italia anche alle elezioni del 2006.
Nell'aprile 2008 viene rieletto alla Camera con Il Popolo della Libertà. Dal 2009 al 2014 è anche vicepresidente della provincia di Brescia. Conferma poi il proprio seggio a Montecitorio col PdL anche alle elezioni del febbraio 2013. Il 16 novembre successivo, con la sospensione delle attività del Popolo della Libertà, confluisce in Forza Italia.
Nel dicembre 2016 aderisce al movimento di Daniela Santanchè "Noi Repubblicani - Popolo Sovrano". Non ricandidato alle elezioni politiche nel 2018, il 25 luglio abbandona Forza Italia per aderire a Fratelli d'Italia. Candidatosi alle elezioni europee del 2019, raccoglie 978 preferenze nella circoscrizione dell'Italia Nord-Occidentale, non risultando eletto.